# Кордова (провінція Аргентини)
Ко́рдова (ісп. Córdoba, читається як ['korðoβa]ⓘ) — провінція Аргентини, розташована в центрі країни. Її столиця — місто Кордова. Межує з провінціями Сантьяго-дель-Естеро, Санта-Фе, Буенос-Айрес, Ла-Пампа, Сан-Луїс, Ла-Ріоха і Катамарка.

## Географія

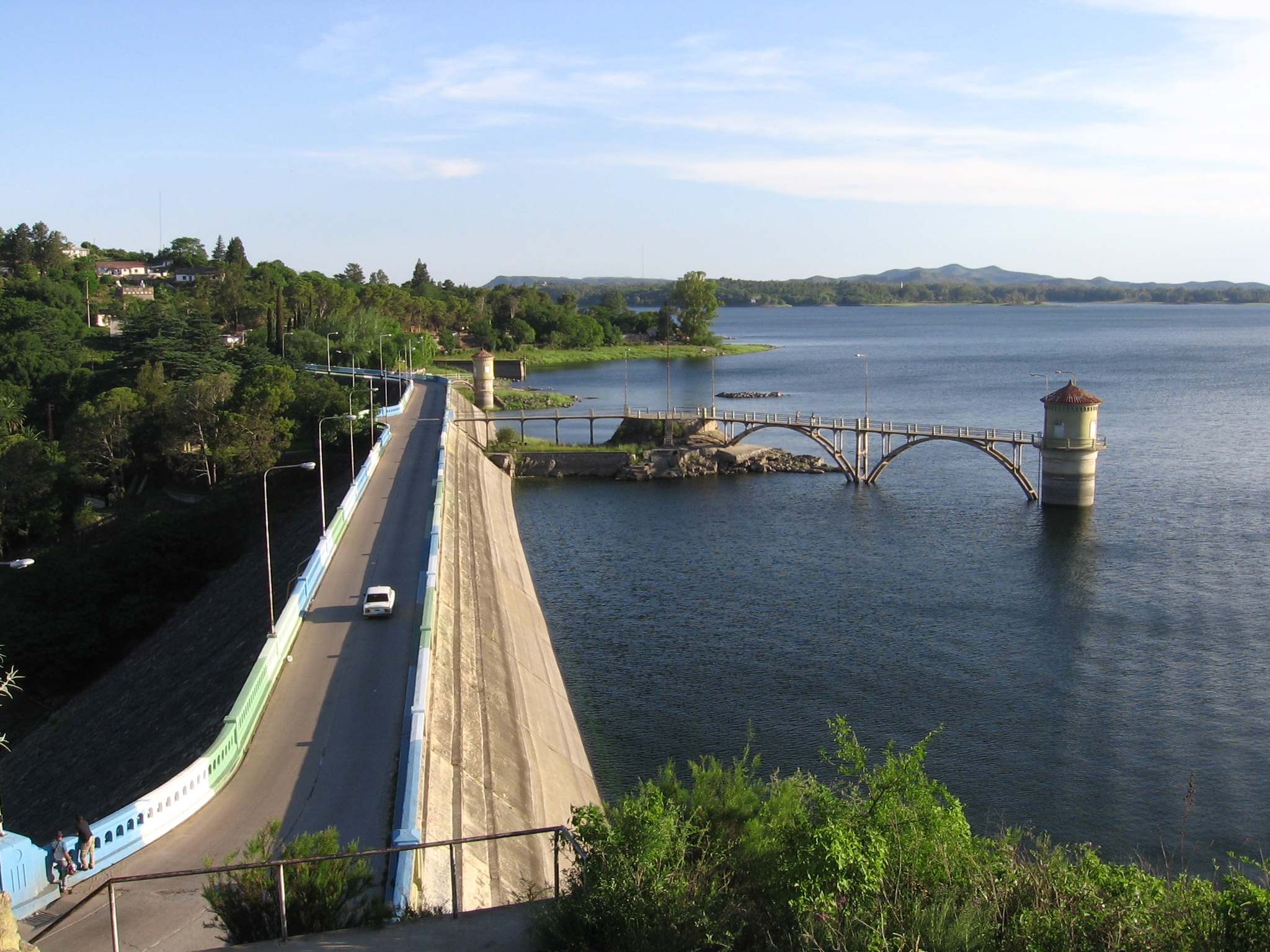
ГЕС на Ріо-Терсеро

Територію провінції Кордова умовно поділяють на дві природні зони:
- Пампа, що знаходиться на сході;
- Пампінські гори, що знаходяться на північному заході і займають п'яту частину провінції. Найвища точка — Чампакі (2790 м).

Клімат провінції помірний на півдні і субтропічний на півночі. Середні температури і кількість опадів зменшуються з півночі на південь і зі сходу на захід. Температура повітря коливається між 10 °C і 30 °C, середня річна кількість опадів становить 800 мм.
Найбільші річки провінції: Сукіа (Ріо-Прімеро), Ксанаес (Ріо-Сегундо), Кталамочита (Ріо-Терсеро), Чоканчарава (Ріо-Кварто), Попопіс (Ріо-Кінто). На багатьох річках Кордови збудовані ГЕС і водосховища, найбільші з яких Лаго-Сан-Роке, Лос-Молінос, Ла-Вінья, П'єдрас-Морас, Ріо-Терсеро і Крус-дель-Ехе. На північному сході провінції знаходиться велике солоне озеро Мар-Чикіта.

## Історія
До прибуття іспанських конкістадорів у XVI ст. територія, де зараз знаходиться провінція Кордова, була заселена індіанськими племенами комечінгони (у горах), пуельче (у пампасах), санавірони (на північному сході), діаґіти (на північному заході).
Першим європейцем, який побував у цих місцях, був Дієго де Росас 1543 року. 1 березня 1543 року Кордова увійшла до регіону Тукуман у складі віцекоролівства Перу.
6 липня 1573 року Херонімо Луїс де Кабрера заснував тут перше місто — Кордова-де-ла-Нуева-Андалусія. 1613 року у ньому було засновано перший в Аргентині університет.
1776 року Кордова разом з рештою губернаторства Тукуман увійшла до складу новоствореного віце-королівства Ріо-де-ла-Плата. 5 серпня 1783 року королівським указом було створене губернаторство Кордова-де-Тукуман, до якого увійшли провінції Кордова, Сан-Луїс, Мендоса, Сан-Хуан і Ла-Ріоха.

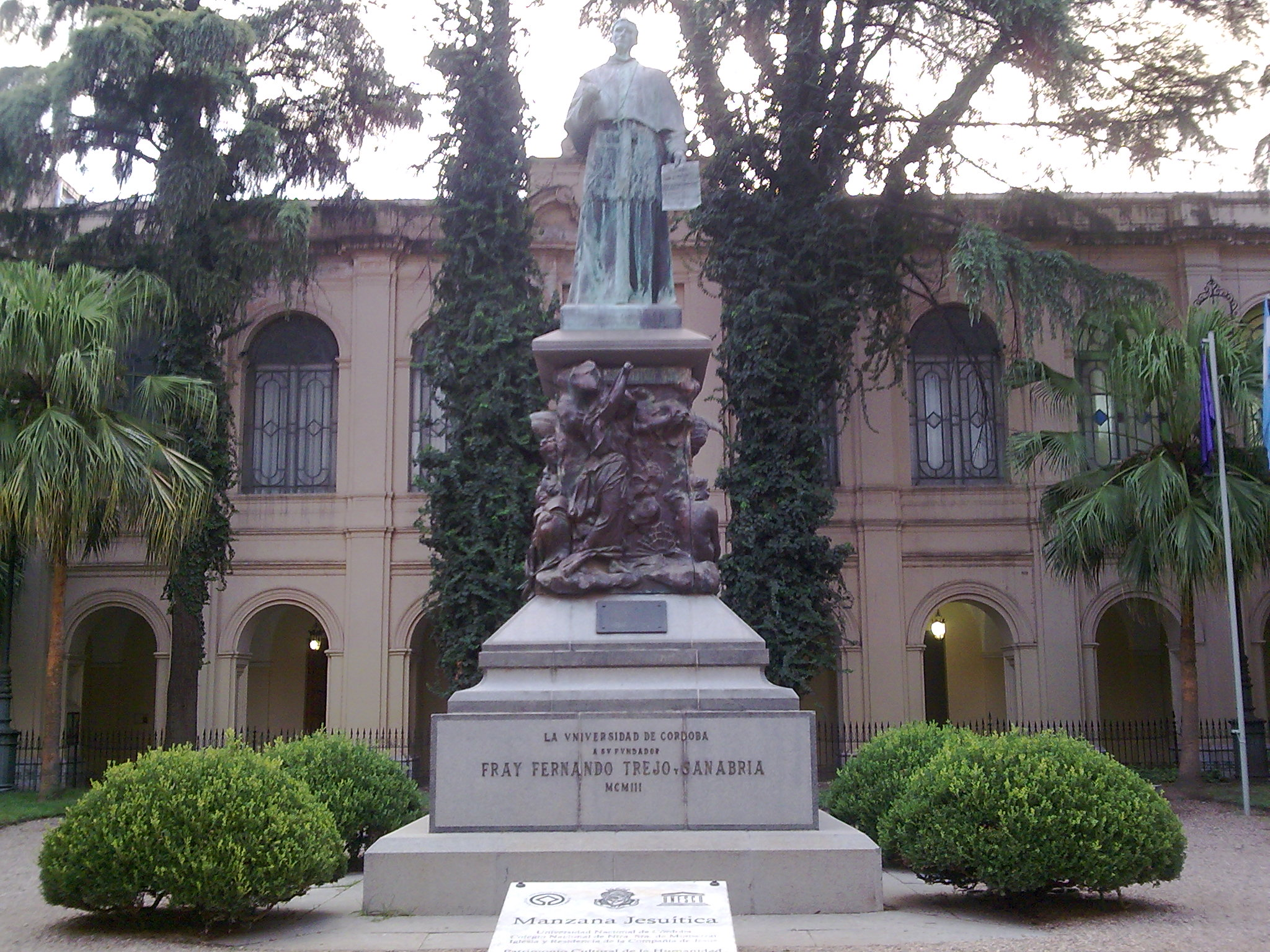
Пам'ятник єзуїту Фернандо Трехо-і-Санабрія

11 листопада 1786 року було засноване друге місто Кордови — Ріо-Кварто.
Значний внесок у заселення провінції зробили францисканці та єзуїти, які займалися місіонерством, будували поселення, храми, школи, дороги.
1806 року регіон Ла-Плати зазнав нападів англійців, внаслідок чого значна частина провінції Буенос-Айрес опинилася під впливом Великої Британії. Віцекороль втік до міста Кордова, назвавши його тимчасовою столицею.
Після Травневої революції 1810 року Кордова стала бастіоном іспанських роялістів, однак населення здебільшого підтримувало борців за незалежність, завдяки чому частими були випадки дезертирства і саботажу.
1813 року провінції Мендоса, Сан-Хуан і Сан-Луїс були відокремлені від Кордови й увійшли до новоствореної провінції Куйо. 1814 року від Кордови відокремилася також Ла-Ріоха, але 1817 року її повернули назад, а 24 січня 1820 року вона знову вийшла зі складу провінції, цього разу остаточно.
Невдовзі після цього Кордова стала одним з епіцентрів громадянської війни між федералістами і унітаріями.

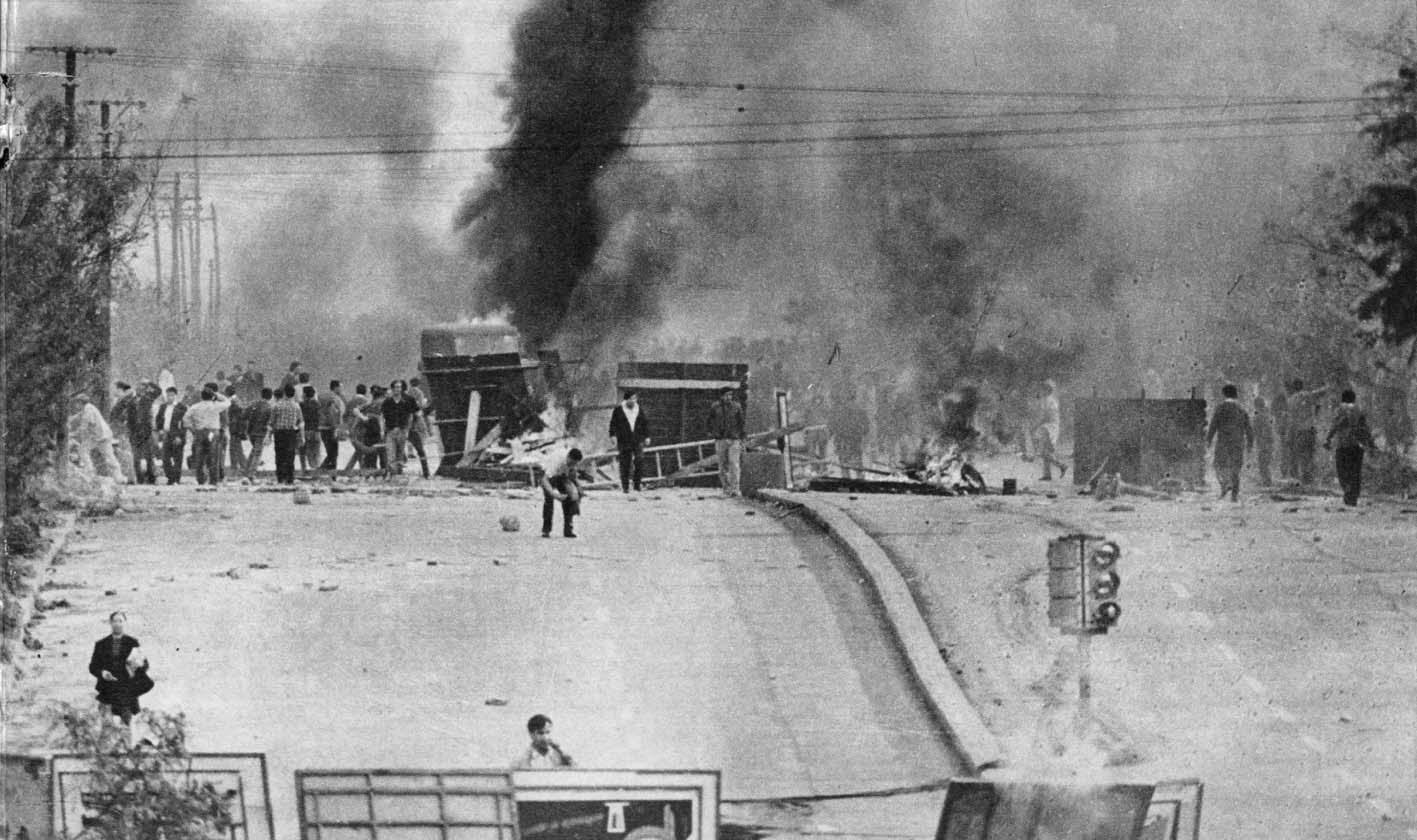
Кордовасо

З 1870-х років почався період процвітання провінції. Зростала кількість підприємств, була побудована залізниця, до Кордови прибула велика хвиля європейських мігрантів. Зростав також і політичний вплив Кордови: троє тодішніх президентів Аргентини були уродженцями провінції (Сантьяго Деркі, Мігель Анхель Хуарес Сельман, Хосе Фігероа Алькорта).
29 травня 1969 року у місті Кордова відбулася велика хвиля громадських протестів, відома як Кордовасо (ісп. Cordobazo). Кордовасо починався з мирних демонстрацій, але потім переріс у сутички з поліцією, внаслідок яких загинула людина. В результаті заворушення були придушені армією, але це призвело до ослаблення уряду Онганії і його відставки.
18 квітня 1983 року було остаточно встановлено кордон між провінціями Кордова і Сантьяго-дель-Естеро.

## Економіка

### Сільське господарство
Провінція Кордова друга в Аргентині за рівнем розвитку сільського господарства після провінції Буенос-Айрес. Найпоширенішими сільськогосподарськими культурами Кордови є соя, кукурудза, пшениця, сорго і соняшник. Також на провінцію припадає більша частина національного виробництва арахісу. Продукцію рослинництва експортують у Голландію, Канаду, Мексику, США.
90 % тваринницьких господарств припадає на ті, що зайняті вирощуванням великої рогатої худоби, решта зайняті у свинарстві та вівчарстві. Водночас Кордова є лідером в Аргентині за поголів'ям свиней.

### Промисловість

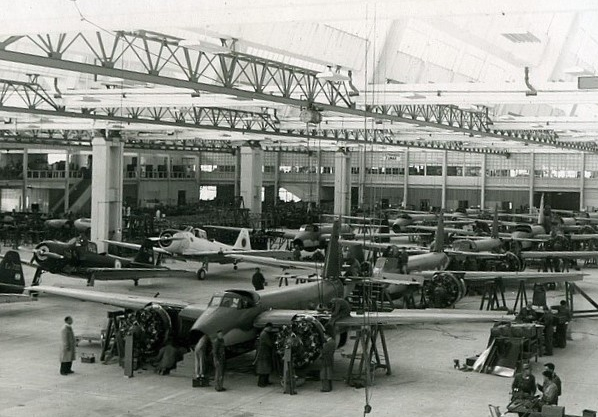
Авіаційна фабрика у 1940-х роках

Основою гірничодобувної промисловості Кордови є видобування вапняку, граніту, солі, слюди, кварцу, оніксу.
Найрозвиненішими галузями промисловості є харчова й машинобудування. Машинобудування представлене виробництвом автомобілів, сільськогосподарської техніки, запчастин. Харчова промисловість включає виробництво молокопродуктів, олії, жирів, борошна, газованих напоїв, какао, шоколаду.
Провінція Кордова є третьою в Аргентині за обсягами експорту: 2009 року вони склали 6.9 млрд.доларів.

### Туризм
Туризм є однією з основ економіки провінції, значною мірою завдяки її зручному географічному положенню. Головними туристичними принадами Кордови є гори, традиційні свята і фестивалі, об'єкти, включені у світові спадщину ЮНЕСКО. Крім того, з 1984 року тут щорічно проходить ралі Аргентини.
Основну увагу туристів привертають регіони Пунілья (42 %), Каламучита (15 %) і Трасласьєррас (12 %). Слід зазначити, що лише 3,5 % туристів, що відвідують Кордову, є іноземцями, решта це аргентинці з провінцій Буенос-Айрес і Санта-Фе.

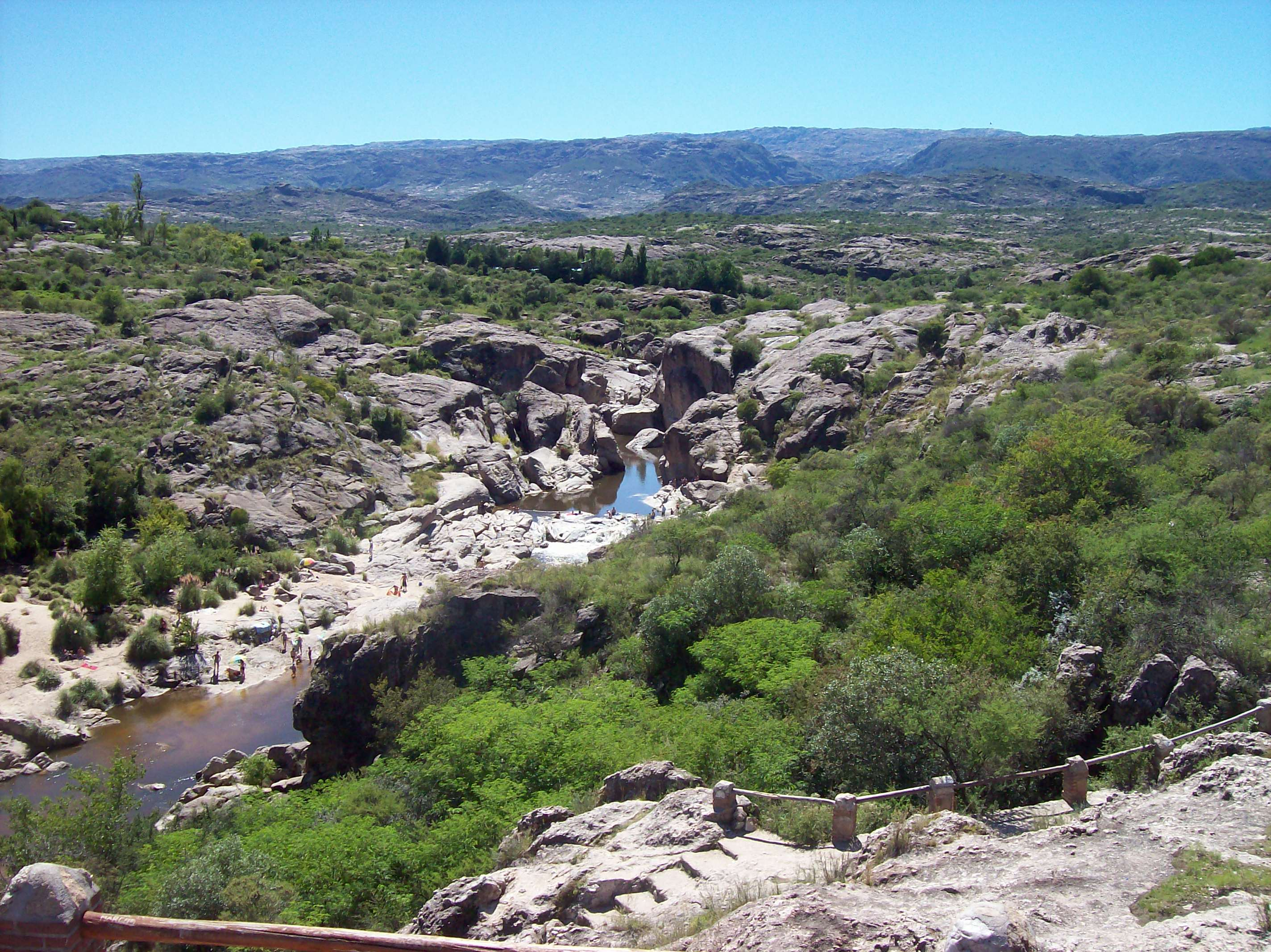
Курорт Нідо-де-Агіла
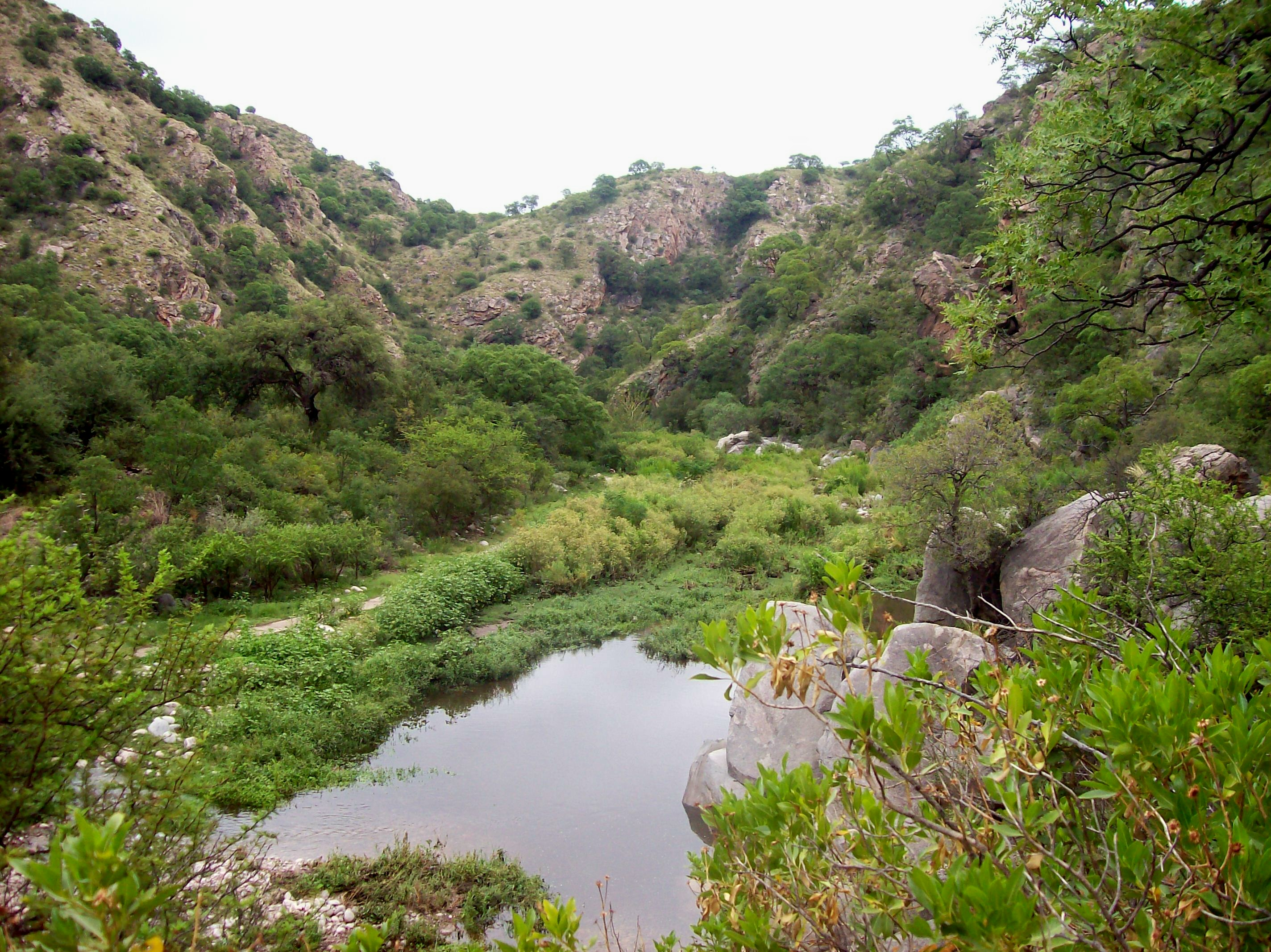
Ріо-Сан-Маркос-Сьєррас
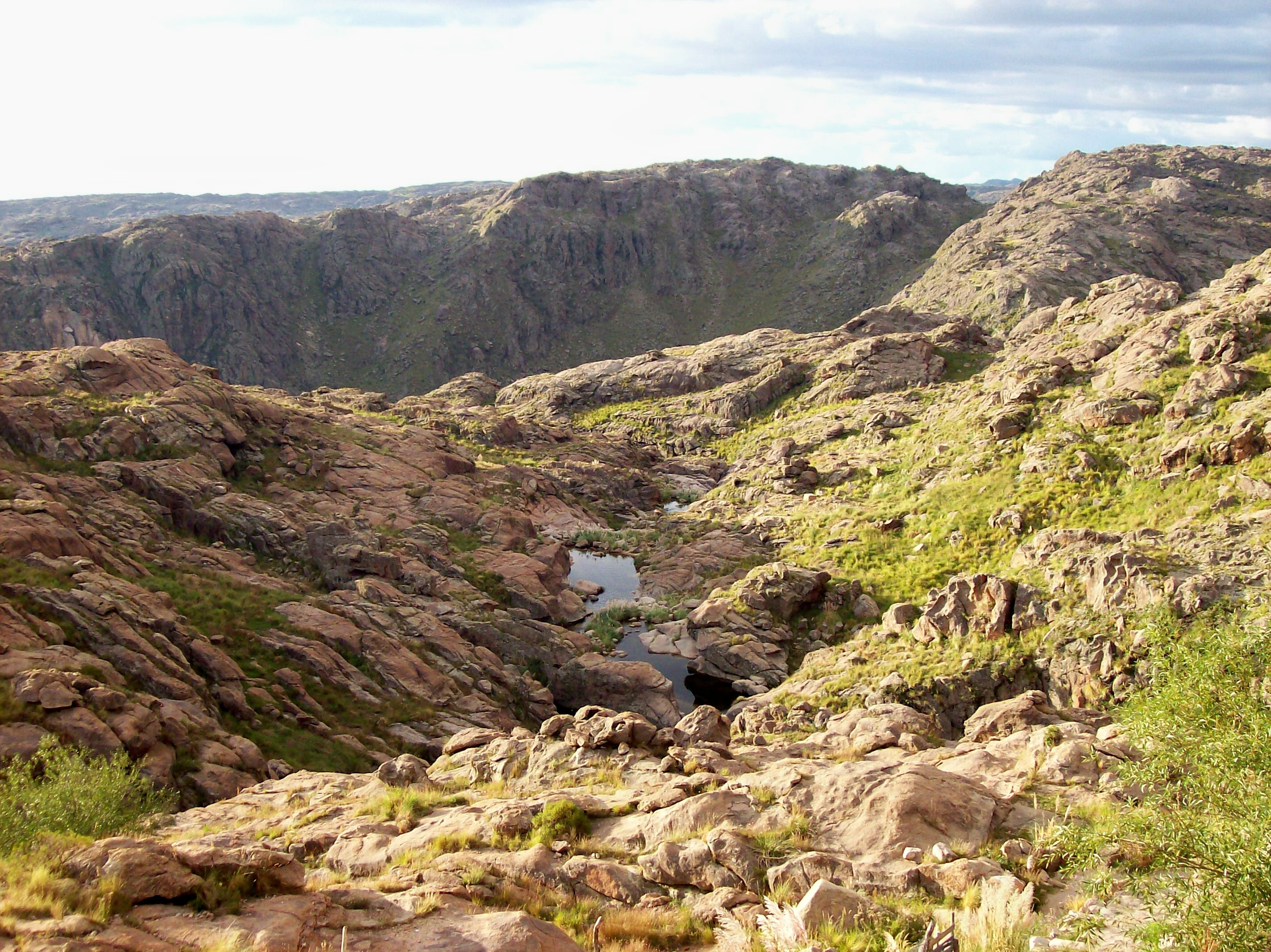
Витоки Ріо-Міна-Клаверо
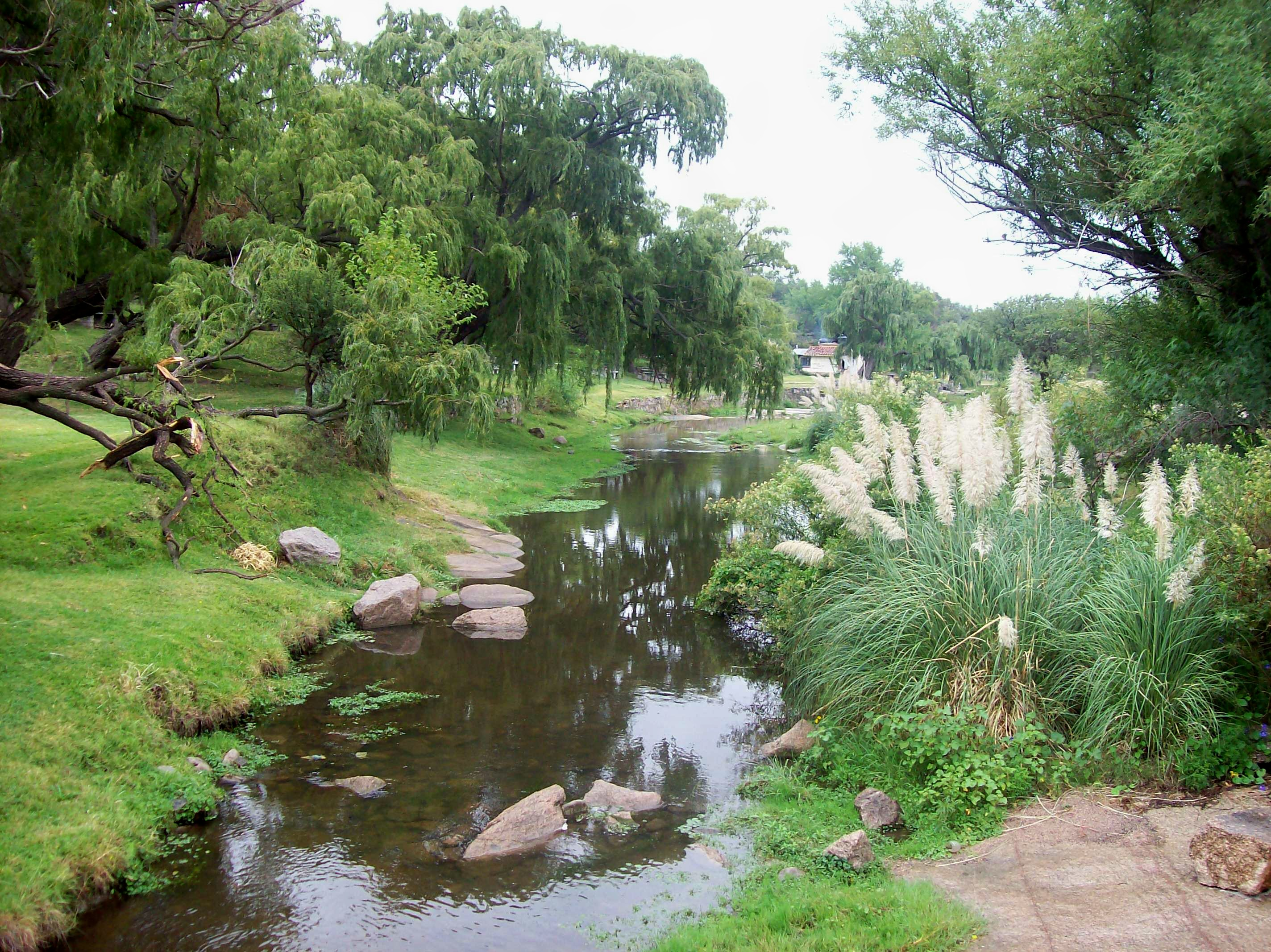
Ріо-Долорес

## Освіта
| Освіта у провінції Кордова (2009) | Освіта у провінції Кордова (2009) | Освіта у провінції Кордова (2009) | Освіта у провінції Кордова (2009) |
| Рівень                            | Навчальних закладів               | Учнів                             | Працівників                       |
| --------------------------------- | --------------------------------- | --------------------------------- | --------------------------------- |
| Дошкільні                         | 1 663                             | 113 332                           | 6 217                             |
| - державні                        | 1 401                             | 83 470                            | 4 507                             |
| - приватні                        | 262                               | 29 862                            | 1 710                             |
| Початкові                         | 2 145                             | 365 874                           | 23 131                            |
| - державні                        | 1 876                             | 275 563                           | 18 343                            |
| - приватні                        | 269                               | 90 311                            | 4 788                             |
| Середні                           | 760                               | 287 827                           | 12 858                            |
| - державні                        | 376                               | 172 651                           | 7 806                             |
| - приватні                        | 384                               | 115 176                           | 5 052                             |
| Вищі                              | 208                               | 64 819                            | 1 938                             |
| - державні                        | 74                                | 27 734                            | 757                               |
| - приватні                        | 134                               | 37 085                            | 1 181                             |

## Адміністративний поділ
Провінція Кордова поділяється на 26 департаментів, які у свою чергу розділені на педаніа, до складу яких входять комуни та муніципалітети.
| Каламучита                  | Сан-Агустін               | близько 1815 | 54.784    | 4.642  | 23 |  |
| Столичний                   | Кордова                   | 1883         | 1.330.023 | 576    | 3  |  |
| Колон                       | Хесус-Марія               | 1858         | 224.487   | 2.588  | 20 |  |
| Крус-дель-Ехе               | Крус-дель-Ехе             | 1856         | 58.978    | 6.653  | 17 |  |
| Хенераль-Рока               | Вілья-Уйдобро             | 1888         | 35.747    | 12.659 | 13 |  |
| Хенераль-Сан-Мартін         | Вілья-Марія               | близько 1815 | 127.573   | 5.006  | 15 |  |
| Ісчілін                     | Деан-Фунес                | 1822         | 31.359    | 5.123  | 9  |  |
| Хуарес-Сельман              | Ла-Карлота                | 1888         | 61.037    | 8.902  | 17 |  |
| Маркос-Хуарес               | Маркос-Хуарес             | 1888         | 104.774   | 9.490  | 27 |  |
| Мінас                       | Сан-Карлос-Мінас          | 1862         | 4.695     | 3.730  | 8  |  |
| Почо                        | Сальсакате                |              | 5.314     | 3.207  | 7  |  |
| Пресіденте-Роке-Саенс-Пенья | Лабулає                   | 1937         | 36.221    | 8.228  | 10 |  |
| Пунілья                     | Коскін                    | близько 1815 | 177.353   | 2.592  | 26 |  |
| Ріо-Кварто                  | Ріо-Кварто                | близько 1815 | 246.143   | 18.394 | 29 |  |
| Ріо-Прімеро                 | Санта-Роса-де-Ріо-Прімеро |              | 46.704    | 6.753  | 25 |  |
| Ріо-Секо                    | Вілья-де-Марія            | близько 1815 | 13.238    | 6.754  | 12 |  |
| Ріо-Сегундо                 | Вілья-дель-Росаріо        | 1859         | 103.303   | 4.970  | 21 |  |
| Сан-Альберто                | Вілья-Кура-Брочеро        | 1858         | 36.919    | 3.327  | 13 |  |
| Сан-Хав'єр                  | Вілья-Долорес             | близько 1815 | 53.403    | 1.652  | 11 |  |
| Сан-Хусто                   | Сан-Франсіско             | 1859         | 204.877   | 13.677 | 38 |  |
| Санта-Марія                 | Альта-Грасья              | 1858         | 97.114    | 3.427  | 25 |  |
| Собремонте                  | Сан-Франсіско-дель-Чаньяр | 1822         | 4.920     | 3.307  | 4  |  |
| Терсеро-Арріба              | Оліва                     | 1822         | 109.340   | 5.187  | 17 |  |
| Тотораль                    | Вілья-дель-Тотораль       | 1856         | 18.410    | 3.145  | 10 |  |
| Тулумба                     | Вілья-Тулумба             | близько 1815 | 12.687    | 10.164 | 9  |  |
| Уньйон                      | Белл-Вільє                |              | 105.422   | 11.182 | 27 |  |